# Jurij Szargin
Jurij Gieorgijewicz Szargin (ros. Ю́рий Гео́ргиевич Шарги́н, ur. 20 marca 1960 w Engelsie) – rosyjski kosmonauta, Bohater Federacji Rosyjskiej (2005).

## Życiorys
W 1977 ukończył szkołę średnią, a w 1982 Akademię Wojskowo-Inżynieryjną im. Możajskiego, pracował jako inżynier sekcji wojskowej nr 93764, później inżynier na 31 placówce kosmodromu Bajkonur. W styczniu 1987 został pomocnikiem głównego inżyniera, w kwietniu 1993 głównym inżynierem, a w sierpniu 1994 kierownikiem grupy wojskowego przedstawicielstwa przy RKK Energia, w 1995 zaocznie ukończył Akademię Wojskową im. Dzierżyńskiego. W lutym 1996 został kandydatem na kosmonautę, od czerwca 1996 do marca 1998 przechodził ogólne przygotowanie w Centrum Wyszkolenia Kosmonautów im. J. Gagarina, w lutym 1998 został kosmonautą rezerwowej załogi, jednak z powodu choroby nie przystąpił wówczas do szkolenia.
Od 14 do 24 października 2004 odbywał lot kosmiczny jako inżynier ekspedycji na Międzynarodową Stację Kosmiczną, na której przebywał od 16 do 23 października. Przebywał w kosmosie 9 dni, 21 godzin, 28 minut i 41 sekund.
23 lutego 2005 Prezydent Rosji Władimir Putin nadał mu tytuł Bohatera Federacji Rosyjskiej.
Stowarzyszenie Uczestników Lotów Kosmicznych (Association of Space Explorers) przyznało mu Universal Astronaut Insignia za lot orbitalny (nr 434).